# Баранник Володимир Олексійович
Володи́мир Олексі́йович Бара́нник (1928, Боромля, Сумська область — 1983, Суми) — радянський військовик та медик, генерал-майор медичної служби, заслужений лікар Білоруської РСР. Кавалер ордена Трудового Червоного Прапора.

## Життєпис
Володимир Олексійович Баранник народився 1928 року в селі Боромля Сумської області у родині селян.
1946 року закінчив середню школу у Боромлі. 1953 року — військово-медичний факультет Мінського медичного інституту.
У 1954—1979 роках служив у лавах Радянської армії. Пройшов шлях від лікаря військової частини до керівника медичної служби Білоруського військового округу. У 1979—1983 роках очолював центральну військово-медичну комісію Міністерства оборони СРСР.
Друкувався у «Військово-медичному журналі». Нагороджений орденами «Трудового Червоного Прапора», «За службу Батьківщині в Збройних Силах СРСР», медалями.
Помер 1983 року в Сумах.